# Friedrich Dressler
Friedrich Dressler, též Dreßler, česky Bedřich Dressler (3. května 1833 Obora – 29. dubna 1909 Praha), byl rakouský a český šlechtic a politik, v 2. polovině 19. století poslanec Říšské rady.

## Biografie
Patřila mu polovina panství Staré Smrkovice. Jeho manželkou byla Katharina Radimsky (Kateřina Radimská) z Kolína. Sloužil v armádě, kde dosáhl hodnosti rytmistra. Uvádí se jako majitel pivovaru v Oboře.
Byl veřejně a politicky činný. Působil jako poslanec Říšské rady (celostátního parlamentu Předlitavska), kam nastoupil doplňovacích volbách roku 1884 za kurii velkostatkářskou v Čechách. Slib složil 22. ledna 1884. Ve volebním období 1879–1885 se uvádí jako Friedrich Dressler, c. k. rytmistr a statkář, bytem Obora. Zastupoval Stranu konzervativního velkostatku, která byla federalisticky orientována a podporovala české státoprávní aspirace. Na Říšské radě usedl do Českého klubu, který sdružoval staročeské, mladočeské i velkostatkářské křídlo české politiky. Národní listy ovšem jeho nástup do Říšské rady kritizovaly, protože Dressler prý během zemských voleb v roce 1872, kdy se Češi a Němci snažili vzájemně ovlivnit výsledek hlasování ve velkostatkářské kurii, měl podmínit své hlasování s historickou šlechtou tím, že od něj česká strana odkoupí za výrazně předraženou cenu pivovar ve Smrkovicích. Deník proto v roce 1884 vyzval šlechtu, ať navrhne jiného kandidáta.
Zemřel v dubnu 1909. Pohřeb se konal od kostela svatého Vojtěcha na vyšehradský hřbitov v Praze.
Jeho syn Friedrich Dressler byl rovněž aktivní jako důstojník v armádě. Jeho zetěm byl Heinrich Wagner von Wallernstädt, který měl za manželku jeho dceru Irenu. Další dcera Helena se provdala za Floriana Hernycha. Dcera Kitty měla za manžela okresního komisaře Augusta von Rosenbauma.